# Lindenau (Dermbach)
Lindenau is een kleine nederzetting in de Duitse gemeente Dermbach in  Thüringen. De gemeente maakt deel uit van het Wartburgkreis.  Lindenau wordt voor het eerst genoemd in een oorkonde uit 1130. In 1957 werd het dorp samengevoegd met Dermbach.
Bernshausen · Brunnhartshausen · Dermbach · Diedorf · Föhlritz · Glattbach · Gehaus · Hartschwinden · Hohenwart · Lindenau · Lindigshof · Mebritz · Menzengraben · Neidhartshausen · Oberalba · Stadtlengsfeld · Steinberg · Unteralba · Urnshausen · Zella/Rhön